# Scott County (Missouri)
Das Scott County ist ein County im US-amerikanischen Bundesstaat Missouri. Im Jahr 2020 hatte das County 38.059 Einwohner und eine Bevölkerungsdichte von 35,4 Einwohnern pro Quadratkilometer. Der Verwaltungssitz (County Seat) ist Benton, das nach Thomas Hart Benton benannt wurde, einem US-Senator.

## Geografie
Das County liegt im Südosten von Missouri, grenzt im Osten an Illinois, von dem es durch den Mississippi getrennt ist. Es hat eine Fläche von 1090 Quadratkilometern, wovon 13 Quadratkilometer Wasserfläche sind. An das Scott County grenzen folgende Nachbarcountys:
| Cape Girardeau County |                   | Alexander County (Illinois) |
|                       |                   |                             |
| Stoddard County       | New Madrid County | Mississippi County          |

## Geschichte
Das Scott County wurde 1821 gebildet. Benannt wurde es nach John Scott (1785–1861), dem ersten Mitglied im Kongress der Vereinigten Staaten von Missouri.

## Demografische Daten
Nach der Volkszählung im Jahr 2010 lebten im Scott County 39.191 Menschen in 15.520 Haushalten. Die Bevölkerungsdichte betrug 36,4 Einwohner pro Quadratkilometer. In den 15.520 Haushalten lebten statistisch je 2,48 Personen.
Ethnisch betrachtet setzte sich die Bevölkerung zusammen aus 85,7 Prozent Weißen, 11,4 Prozent Afroamerikanern, 0,2 Prozent amerikanischen Ureinwohnern, 0,3 Prozent Asiaten sowie aus anderen ethnischen Gruppen; 1,6 Prozent stammten von zwei oder mehr Ethnien ab. Unabhängig von der ethnischen Zugehörigkeit waren 1,8 Prozent der Bevölkerung spanischer oder lateinamerikanischer Abstammung.
25,1 Prozent der Bevölkerung waren unter 18 Jahre alt, 59,9 Prozent waren zwischen 18 und 64 und 15,0 Prozent waren 65 Jahre oder älter. 51,8 Prozent der Bevölkerung war weiblich.

Das jährliche Durchschnittseinkommen eines Haushalts lag bei 37.716 USD. Das Pro-Kopf-Einkommen betrug 19.566 USD. 18,0 Prozent der Einwohner lebten unterhalb der Armutsgrenze.

## Ortschaften im Scott County
| Citys - Benton - Cape Girardeau1 - Chaffee - Miner2 | - Morley - Oran - Scott City3 - Sikeston4 | Villages - Blodgett - Commerce - Diehlstadt - Haywood City | - Kelso - Lambert - Vanduser |

Unincorporated Communities
| - Brooks Junction - Caney Creek - Crowder - Illmo | - Lusk - McMullin - New Hamburg - Perkins | - Rockview - Salcedo - Sargent - Tanner |

1- überwiegend im Cape Girardeau County

2 – teilweise im Mississippi County

3 – zu einem kleinen Teil im Cape Girardeau County

4 – teilweise im New Madrid County

## Gliederung
Das Scott County ist in neun Townships eingeteilt:
| Township            | Einwohner (2010) | FIPS     |
| ------------------- | ---------------- | -------- |
| Commerce Township   | 536              | 29-15778 |
| Kelso Township      | 10.414           | 29-38234 |
| Moreland Township   | 3486             | 29-49916 |
| Morley Township     | 1714             | 29-50006 |
| Richland Township   | 16.833           | 29-61598 |
| Rootwad Township    | 1210             | 29-63047 |
| Sandywoods Township | 2353             | 29-65864 |
| Sylvania Township   | 2252             | 29-72088 |
| Tywappity Township  | 393              | 29-74410 |